# Placida Laubhardt
Placida Laubhardt, ursprünglich Eva Laubhardt (* 16. Mai 1904 in Zehlendorf b. Berlin; † 4. Januar 1998 in Freiburg im Breisgau) war eine Nonne, Seelsorgerin und Widerstandskämpferin.

## Leben
Eva Laubhardt war das jüngste von vier Kindern des Amtsrichters Ernst Lewinsohn (* 13. Juli 1855 in Köslin), der seinen Namen später in Laubhardt änderte, und seiner Frau Margarethe Dammer (* 27. Februar 1861 in Königsberg in der Neumark), der ältesten Tochter des Schriftstellers Otto Dammer. Mit 16 Jahren konvertierte sie in Breslau zum Katholizismus (ihr Vater war ursprünglich Jude, ab 1890 jedoch konvertierter Protestant) und kam bald darauf in Kontakt mit Edith Stein, mit der sie fortan eine enge Freundschaft verband. 1925 trat sie ins Kloster der Benediktinerinnen von der heiligen Lioba in Freiburg-Günterstal ein. Zur Einkleidung erhielt sie den Ordensnamen Placida (nach Placidus, einem Schüler des Hl. Benedikt).
In der Zeit des Nationalsozialismus, in der sie als „Halbjüdin“ unter Beobachtung der Gestapo stand, arbeitete sie – zusammen mit Gertrud Luckner – zeitweilig beim Caritasverband Freiburg. Da es nach Beginn des Krieges kaum noch Fluchtmöglichkeiten gab, scheiterte ihr Plan eines Lebens in Palästina. So kehrte sie nach Aufenthalten in belgischen und französischen Klöstern 1940 nach Freiburg zurück und wurde dort kurz nach ihrer Freundin Gertrud Luckner Anfang 1943 von der Gestapo verhaftet. Bald darauf kam sie als „Schutzhäftling“ Nr. 21747 in das KZ Ravensbrück. Nach der Befreiung im Mai 1945 arbeitete sie noch bis Ende 1946 in Luckenwalde als Fürsorgerin, bis sie schließlich Anfang 1947 wieder nach St. Lioba zurückkehrte. Bis 1974 war sie in Freiburg und Singen als Religionslehrerin tätig.
Im Juli 2004 wurde vom Künstler Gunter Demnig vor dem Kloster St. Lioba (Riedbergstraße 1) ein Stolperstein im Gedenken an Eva Laubhardt verlegt.